# Свети Николай Каравидски
„Свети Николай Каравидски“ (на гръцки: Αγίου Νικολάου Καραβιδά) или Митрополитски (Μητροπόλεως) е православна църква в град Костур (Кастория), Егейска Македония, Гърция.

## Местоположение
Храмът е разположен в центъра на Костурския полуостров. Традиционно храмът принадлежи към старата енория „Успение Богородично“.

## История
Еднокорабният храм е построен преди 1593 година, откогато според надписа в нея, датират първите стенописи във вътрешността. Сградата е претърпяла големи интервенции, които променят първоначалната ѝ форма. От стенописите са оцелели части на източната и северната стена, датиращи от 1593 година (ζρα ') и външният стенопис на Страшния съд, датиращ от 1656/1657 година (ζρξε'). Ктиторският надпис от 1593 година гласи:
| „ | ΑΝΙΓΕΡΘΗ ΚΑΙ ΑΝΙCΟΠΗΘΗ Ο ΘΗΟC ΚΑΙ ΠΑΝCΕΠΤΟC ΝΑΟC ΤΟΥ ΑΓΙΟΥ ΗΕΡΑΡΧΟΥ ΚΑΙ ΘΑΥΜΑΤΟΥΡΓΟΥ ΝΙΚΟΛΑΟΥ ΚΑΙ ΑΡΧΗΕΡΑΤΕΥΟΝΤΟC ΚΥΡ ΝΕΚΤΑΡΙΟΥ ΔΗΑ CΗΝΤΡΟΜΗC ΚΟΠΟΥ ΚΑΙ ΕΞΟΔΟΥ ΚΥΡ ΑΡΓΥΡΙ ΤΩΝ ΑΛΕΦΩ ΤΟΥ ΚΑΛΟΓΕΝΗ ΤΟΥ ΡΑΚΟΥ ΕΝΙ ΕΤΟC ζρα | “ |

В 1924 година църквата е обявена за паметник на културата.
В 60-те години на XX век пропадат южната и западната стена.
В църквата има каменен купол, единственият с един крак в Костур, дарен в 1600 година от Братан Николов от Дреновени според запазения върху него надпис: „ΠΡΑΤΑΝΟΣ ΤΟΥ ΝΗΚΟΛΑ IOC ΑΠΟ ΤΗ ΤΡΑΝΟΒΕΝΙ ΤΟ ETE/ ΛHOCEN. ΕΠΗ ETOYS ΑΠΟ X(PICTO)Y ,αχ [=1600] — ΤΟ ΑΦΗΕΡΟCΕΝ CTON ΝΑΟΝ. / ΤΟΥ ΑΓΙΟΥ ΝΥΚΟΛΑΟΥ“.
- Свети Теодор Стратилат
- Света Богородица Ширшая небес
- Икона на Свети Николай
- Икона на Света Богородица